# 厄錫根

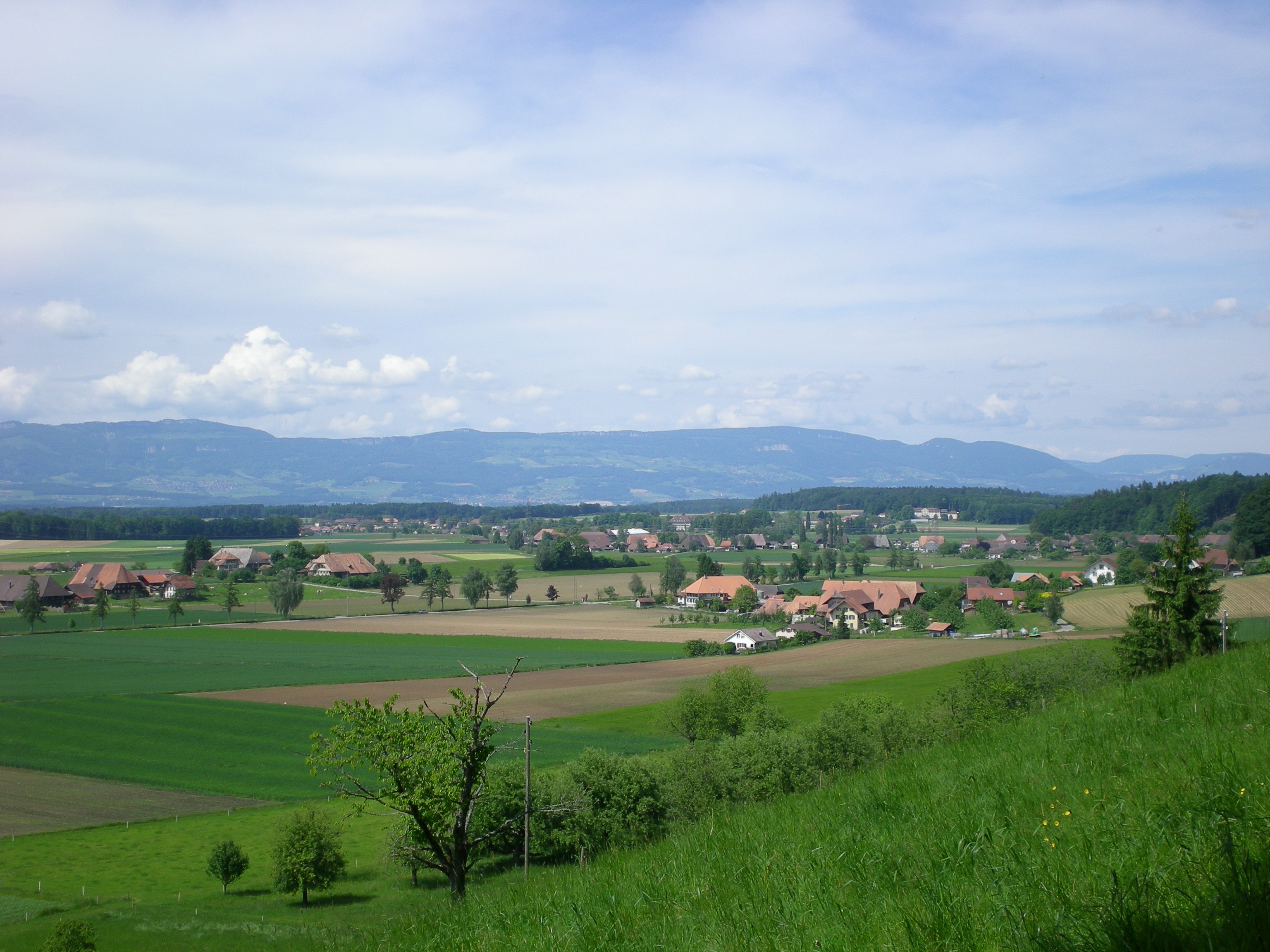

厄錫根是瑞士的城鎮，位於該國中西部，由伯恩州負責管轄，面積8.7平方公里，海拔高度500米，2011年人口1,613，八成人口信奉基督教，人口密度每平方公里185人。